# Su Min
Su Min (Xanadú, Xina, 1964) és una viatgera i influencer xinesa. Al desembre de 2024 ha estat distingida com una de les 100 dones de la BBC, entre les més influents i inspiradores del món en aquest any, segons aquesta cadena.
Al 2020, quan tenia 56 anys, essent víctima d’un matrimoni abusiu, Su Min va abandonar el seu marit, Du Zhoucheng, i va iniciar en solitari un viatge en cotxe per la Xina, comptant només amb el seu Volkswagen, una tenda de campanya i la seva pensió, en un recorregut que l’ha fet arribar a centenars de ciutats des d’aleshores.
Al llarg de 290.000 quilòmetres i durant quatre anys, ha compartit el seu recorregut i les aventures amb què transcorria el seu viatge, i també el dolor dels anys passats. Això ha donat lloc a intervencions i discussions de tota mena entre els milions de seguidors a internet i ha animat altres dones grans a enfrontar-se a les seves pròpies situacions i a l'statu quo imperant. Així, sense pretendre-ho, ha esdevingut un referent feminista: «Vaig sentir que finalment podia respirar […] Vaig sentir que podia sobreviure i trobar la vida que volia». Els seus seguidors recorren amb ella tots els paratges per on passa: les muntanyes nevades de Xinjiang, les ciutats de Yunnan, llacs i boscos, praderies i deserts, de manera que ella no sembla mai sentir-se sola. I de passada coneixen de primera mà una experiència que en alguns casos no havien imaginat mai, plena de «pallisses, violència, abús emocional i manipulació psicològica» o que en altres casos els resulta un reflex de la pròpia existència.
La seva és una història com la de moltes dones xineses i d'arreu del món, atrapades en matrimonis infeliços i asfixiants. Nascuda i criada al Tibet, al 1982 la seva família es va traslladar a Henan, a la vall al llarg del riu Groc. Després de fer la  secundària i trobar feina en una fàbrica, va acceptar un matrimoni arranjat, com era comú, amb la intenció de deixar d'atendre el pare i els tres germans i poder iniciar la seva pròpia vida. No n'estava enamorada, del seu marit –només l'havia vist dos cops abans de casar-s'hi– però esperava estimar-lo un cop casats. La seva experiència ha significat una lliçó d'esperança per a les dones del seu país i de tot arreu.
De la seva història se n’ha fet una pel·lícula, Like a Rolling Stone, dirigida per Lichuan Yin, estrenada al setembre de 2024.